# Shizhong, Zaozhuang
Shizhong är ett stadsdistrikt och säte för stadsfullmäktige i Zaozhuang i Shandong-provinsen i norra Kina. Det ligger omkring 200 kilometer söder om provinshuvudstaden Jinan. 